# Jakob Bidembach
Jakob Bidembach (* um 1557; † 1591; auch Jakob Bidenbach) war ein deutscher lutherischer Theologe.

## Leben
Jakob Bidembach, gebürtig um 1557 als Sohn Balthasar Bidembachs und der Familie Bidembach entstammend, studierte an der Universität Tübingen, an welcher er am 14. August 1577 den Magistergrad erhielt. Anschließend war er in Lauffen am Neckar als Diakon, von 1585 dann als Pfarrer in Gemmrigheim tätig und verstarb im Jahr 1591.